# Granville (Ohio)
Granville és una població dels Estats Units a l'estat d'Ohio. Segons el cens del 2000 tenia 3.167 habitants.

## Demografia
Segons el cens del 2000, Granville tenia 3.167 habitants, 1.309 habitatges, i 888 famílies. La densitat de població era de 304,9 habitants per km².
Dels 1.309 habitatges en un 33,4% hi vivien nens de menys de 18 anys, en un 60,4% hi vivien parelles casades, en un 6,3% dones solteres, i en un 32,1% no eren unitats familiars. En el 28,5% dels habitatges hi vivien persones soles el 12,3% de les quals corresponia a persones de 65 anys o més que vivien soles. El nombre mitjà de persones vivint en cada habitatge era de 2,42 i el nombre mitjà de persones que vivien en cada família era de 3.
Per edats la població es repartia de la següent manera: un 27% tenia menys de 18 anys, un 4,4% entre 18 i 24, un 25,2% entre 25 i 44, un 28,8% de 45 a 60 i un 14,7% 65 anys o més.
L'edat mediana era de 42 anys. Per cada 100 dones de 18 o més anys hi havia 87,7 homes.
La renda mediana per habitatge era de 67.689 $ i la renda mediana per família de 89.210 $. Els homes tenien una renda mediana de 72.250 $ mentre que les dones 46.484 $. La renda per capita de la població era de 39.221 $. Aproximadament el 3,9% de les famílies i el 3,8% de la població estaven per davall del llindar de pobresa.

## Poblacions més properes
El següent diagrama mostra les poblacions més properes.